# فلادو يانكوفيتش (كرة سلة)
فلادو يانكوفيتش (باليونانية: Βλαδίμηρος Γιάνκοβιτς)‏ مواليد 3 مارس 1990 في بلغراد، جمهورية صربيا الاشتراكية، هو لاعب كرة سلة يوناني. بدأ مسيرته الاحترافية في سنة 2007. يحمل الرقم 28. يبلغ طوله 6 قدم 7.5 بوصة (2.0 م).

## المسيرة الاحترافية
لعب مع نادي بانيونيس لكرة السلة في موسم 2007–2008، ثم لعب مع نادي ميغا لكرة السلة في موسم 2008–2009، ثم لعب مع نادي بانيونيوس من سنة 2009 إلى 2013، ثم لعب مع نادي باناثينايكوس لكرة السلة من سنة 2013 إلى 2016، ثم لعب مع فالنسيا باسكت في الدوري الإسباني في سنة 2016.

## الإنجازات
- كأس اليونان لكرة السلة : (2014، 2015، 2016)
- الدوري اليوناني لكرة السلة : (2014)

## إحصائيات المسيرة

### الدوري الأوروبي
| السنة                                | الفريق                       | لعب | بدأ | دقيقة | ميداني% | ثلاثية | حرة  | ارتداد | صنع | استلاب | تصدي | نقطة | أداء |
| ------------------------------------ | ---------------------------- | --- | --- | ----- | ------- | ------ | ---- | ------ | --- | ------ | ---- | ---- | ---- |
| الدوري الأوروبي لكرة السلة 2013-2014 | نادي باناثينايكوس لكرة السلة | 17  | 1   | 3.6   | .250    | .250   | .500 | .6     | .2  | .2     | .1   | .6   | .4   |
| الدوري الأوروبي لكرة السلة 2014-2015 | نادي باناثينايكوس لكرة السلة | 27  | 27  | 26.3  | .370    | .333   | .741 | 3.7    | 2.1 | 1.1    | .2   | 8.3  | 8.6  |
| الدوري الأوروبي لكرة السلة 2015-2016 | نادي باناثينايكوس لكرة السلة | 22  | 7   | 15.7  | .528    | .400   | .536 | 2.5    | 1.4 | .5     | .1   | 5.7  | 6.2  |
| المسيرة                              |                              | 66  | 35  | 16.9  | .412    | .347   | .663 | 2.5    | 1.4 | .7     | .1   | 5.4  | 5.7  |

## روابط خارجية
- فلادو يانكوفيتش على موقع الاتحاد الدولي لكرة السلة (الإنجليزية)
- فلادو يانكوفيتش على موقع الدوري الإسباني لكرة السلة (الإسبانية)
- فلادو يانكوفيتش على موقع كرة السلة الأوروبية.كوم (الإنجليزية)
- فلادو يانكوفيتش على موقع DraftExpress.com (الإنجليزية)
- فلادو يانكوفيتش على موقع ريلجم (الإنجليزية)
- فلادو يانكوفيتش على موقع بروبوليرز (الإنجليزية)
- فلادو يانكوفيتش على موقع سبورتس رفرنس (الإنجليزية)